# Muticaria
Muticaria is een geslacht van slakken uit de  familie van de Clausiliidae.

## Soorten
De volgende soorten zijn bij het geslacht ingedeeld:
- Muticaria brancatoi Colomba, Reitano, Liberto, Giglio, Gregorini & Sparacio, 2012
- Muticaria cyclopica Liberto, Reitano, Giglio, Colomba & Sparacio, 2016
- Muticaria macrostoma (Cantraine, 1835)
- Muticaria neuteboomi Beckmann, 1990
- Muticaria syracusana (Philippi, 1836)